# Moschea al-Aqsa
La moschea al-Aqṣā (in arabo المسجد الاقصى‎?, ) fa parte di quel complesso di edifici religiosi di Gerusalemme che è chiamato Monte Majid, o al-Ḥaram al-Sharīf (il nobile santuario), da parte dei musulmani, Har ha-Bayit (Monte del Tempio) dagli ebrei, e tempio di Salomone (Templum Salomonis) dai cristiani, soprattutto in epoca medievale. La moschea è situata a Gerusalemme Est, un territorio conteso, governato da Israele da quando è stato occupato con la guerra dei sei giorni nel 1967 ma rivendicato come capitale dello Stato di Palestina. È la più grande moschea di Gerusalemme e può ospitare circa cinquemila fedeli all'interno e attorno a essa.

## Origine del nome

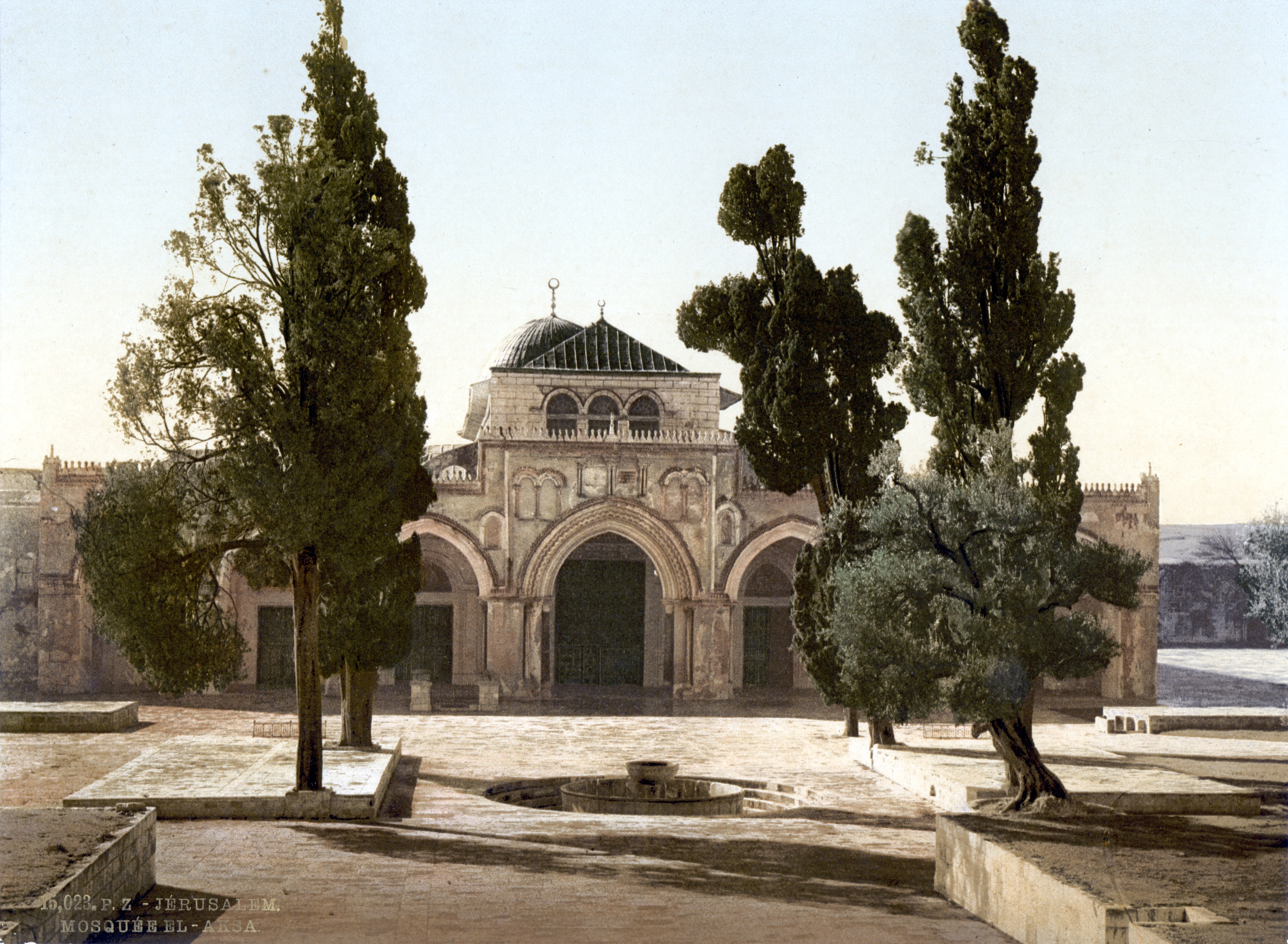
La moschea al-Aqṣā agli inizi del Novecento. Sono riconoscibili gli archi gotici edificati dai crociati.

L'espressione "al-Masjid al-Aqṣā", traducibile come "la moschea lontana", deriva dalla narrazione coranica relativa all'Isrāʾ e Miʿrāj, che riferisce di un miracoloso viaggio effettuato dal profeta Maometto nel 621 circa.
Secondo un versetto (āyāt) del Corano (XVII sura) Maometto effettuò il viaggio in una sola notte su una cavalcatura misteriosa, Burāq, che lo condusse dalla "sacra moschea" (che si pensò fosse la Kaʿba di La Mecca) alla "moschea estrema" (al-Masjid al-Aqṣā) e, da una roccia quivi esistente, Maometto sarebbe montato ancora una volta su Burāq per ascendere attraverso i sette cieli, accompagnato dall'arcangelo Gabriele, assistendo a scenari fantastici relativi ai condannati alle pene infernali e ai beati del Paradiso, accostandosi infine ad Allah alla distanza di "due archi appena" (qawsānī) prima di tornare nella sua casa terrena (quella della cugina Umm Hāniʾ, di cui era ospite) per comunicare lo straordinario avvenimento ai fedeli. Il luogo della "moschea estrema" non è esplicitamente definito; fu poi associato alla città di Gerusalemme, anche se ai tempi di Maometto non vi era alcuna moschea.
A Gerusalemme, invece, secondo la fede islamica, esisteva la roccia (su cui fu poi eretta la Cupola della Roccia) sopra la quale il profeta Abramo (Ibrāhīm), obbediente all'ordine divino, sarebbe stato in procinto d'immolare, senza porsi domande, il figlio Ismaele, oppure Isacco (le tradizioni islamiche in proposito contemplano entrambe le opzioni) prima di venire fermato dall'ordine di Dio.

## Costruzione
L'edificio sorge sull'area sacra del Tempio di Gerusalemme, che venne incendiato all'epoca dell'imperatore Tito e dove, all'epoca dell'imperatore Adriano, venne costruito un tempio dedicato a Giove Capitolino e l'intera città venne denominata Aelia Capitolina. Successivamente, in epoca cristiana, venne edificata una basilica dedicata alla Vergine Maria.
Con la conquista musulmana, a partire dal 674, sembra che venisse realizzata sulle rovine della chiesa una prima costruzione in legno, andata presto a fuoco, circa quarantotto anni dopo la data tradizionalmente fornita della morte di Maometto. La prima struttura in materiale non precario fu costruita tra il 705 e il 715 dal califfo omayyade al-Walīd I, figlio di ʿAbd al-Malik, vicino alla Cupola della Roccia. Al-Walīd chiamò questa nuova moschea 'al-Aqṣā', "moschea ultima". Poco di essa rimane, per la posizione della moschea, collocata sopra l'aggiunta artificiale aggiunta da Erode al Monte del Tempio, che la mise in costante pericolo di collasso. Nel 747 essa fu malamente danneggiata da un terremoto e poi ricostruita su assai maggiore scala.

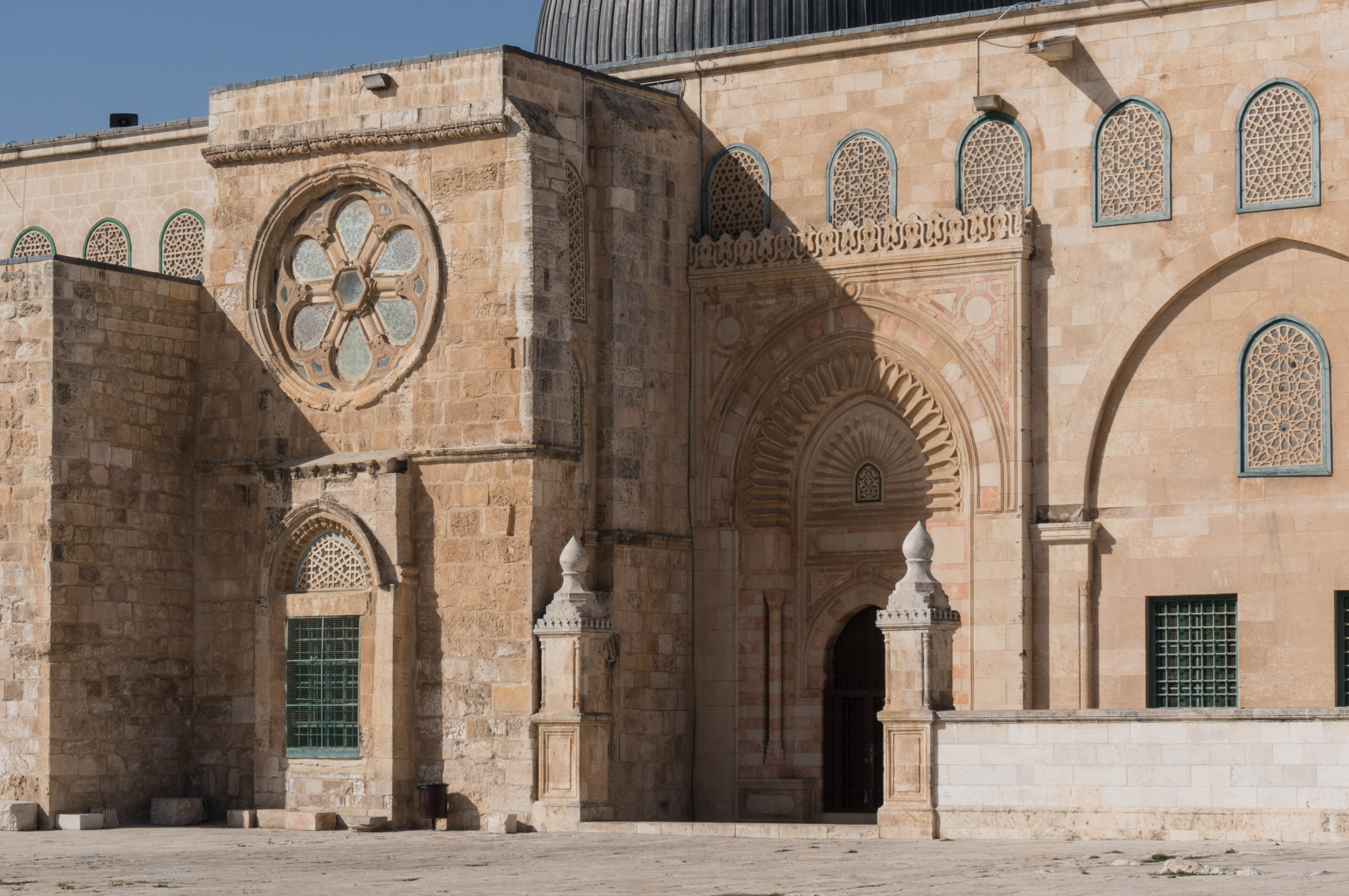
Il lato orientale con il rosone medievale della chiesa del Palazzo di Salomone

A partire dal 1099, anno della conquista di Gerusalemme da parte dei crociati, la città fu capitale del Regno di Gerusalemme e fu oggetto di un'intensa attività edilizia che interessò anche il Monte del Tempio. L'area della moschea di al-Aqṣā venne considerata parte del Tempio (o Palazzo) di Salomone (Templum Salomonis) e fu residenza del re di Gerusalemme e, in una sua porzione, dei cavalieri templari, con un'importante opera di trasformazione architettonica ancora oggi parzialmente riconoscibile negli archi gotici centrali, nei capitelli della facciata e in alcune volte a crociera dell'interno. Sul lato orientale è ancora visibile un rosone gotico appartenente alla chiesa del palazzo, e sul lato meridionale è ben conservato il refettorio dei cavalieri, oggi utilizzato in parte come museo islamico e in parte nella cosiddetta "moschea delle donne". Nella parte sotterranea del Templum furono localizzate le ampie "scuderie di Salomone". Ancora oggi a destra dell'ingresso principale sono localizzate le tombe degli assassini di Thomas Becket, sepolti qui dopo che si erano recati in pellegrinaggio a Gerusalemme per espiare il loro delitto.
In seguito, con la riconquista musulmana, l'edificio subì ulteriori modifiche a opera prima di Saladino, poi dai mamelucchi e dagli ottomani.
Danni dovuti a terremoti nel 1927 e nel 1936 hanno comportato la necessità di una pressoché integrale riedificazione della moschea, nel corso della quale antiche sezioni dell'originale costruzione, sia ebraica che cristiana e islamica, sono venute alla luce. A quest'epoca risalgono le colonne di marmo di Carrara dell'interno, donate da Benito Mussolini.

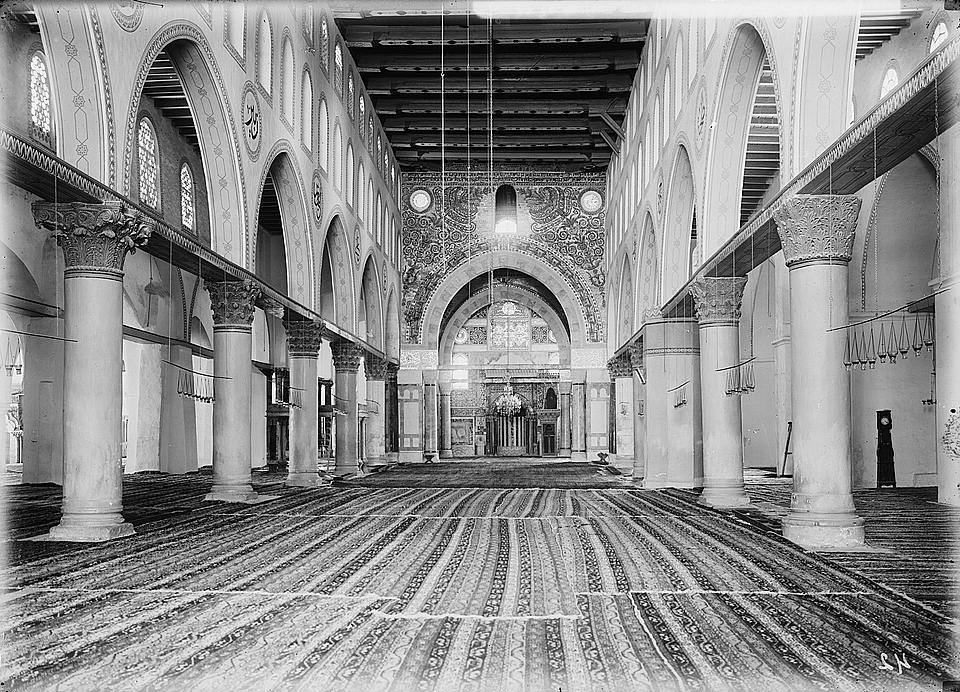
L'interno nel 1920

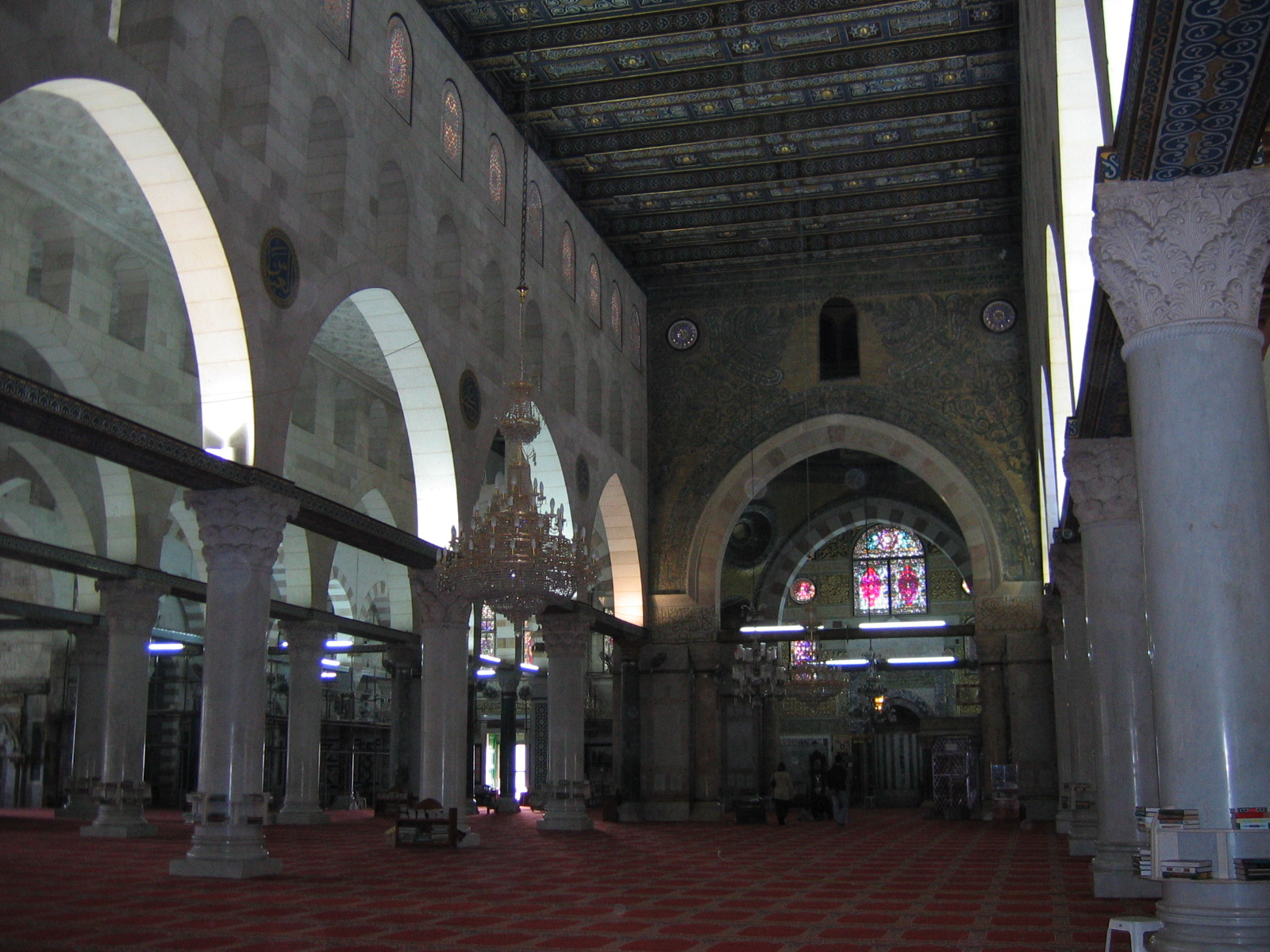
L'interno nel 2005

L'analisi delle travi lignee e dei pannelli rimossi dalla costruzione durante i restauri degli anni '30 mostrano che essi furono fatti in legno di cedro del Libano e di Cipro. Indagini al radiocarbonio indicano un'ampia differenza di anni. Alcuni lacerti risalgono infatti al IX secolo e dimostrano come una parte del legname fosse stato precedentemente impiegato in costruzioni più antiche. L'attuale soffitto a cassettoni è moderno, dono del re Fārūq I d'Egitto. Uno dei più preziosi arredi risalenti all'epoca di Saladino, il pulpito in legno e avorio, ha subito gravi danni a causa dell'incendio appiccato da uno squilibrato turista evangelico australiano il 21 agosto del 1969, e ciò che resta si trova ora nel Museo Islamico.

## Associazione con i cavalieri templari
Verso il 1119 il re Baldovino II di Gerusalemme, che aveva convertito la vasta moschea nel proprio palazzo, assegnò un'ala al piccolo e ancora poco conosciuto Ordine dei cavalieri templari. I crociati chiamarono il Monte del Tempio "Templum Solomonis", credendo che fosse sorto sopra le rovine del tempio di Salomone, e fu da questa collocazione che l'Ordine derivò la sua denominazione di "templari", chiamando i suoi "cavalieri del Tempio" o semplicemente "Tempio". I templari usarono la moschea come loro quartier generale per molti anni e disegnarono gli altri edifici templari in Europa a forma rotonda, a causa dell'architettura del Monte del Tempio. I sigilli templari furono del pari spesso adornati con il profilo di una cupola.
Quando Saladino assediò e riconquistò Gerusalemme nel 1187, riconvertì la struttura di al-Aqṣā nuovamente in moschea.

## Dispute territoriali e politiche
Il ministero giordano dei beni islamici (Waqf) ha mantenuto il controllo della moschea fino al 1967. Con la guerra dei sei giorni, Israele ha inglobato de facto la parte araba di Gerusalemme, compresa la Spianata delle Moschee. Il controllo della moschea è quindi stato attribuito dagli occupanti alla Fondazione islamica dei Waqf (Islamic waqf trust), a cui è stata garantita la piena indipendenza nei confronti del governo israeliano.
Essendo la moschea un luogo santo per la religione musulmana, l'entrata alla moschea deve essere approvata dai controlli della giurisdizione dell'amministrazione della Waqf, al fine di non violarne la santità. A seguito della guerra dei sei giorni, Israele ha riconosciuto come parte della moschea al-Aqsa solo una parte dell'intero sito, ovvero l'edificio a sud conosciuto come moschea Qibli.
Alle autorità israeliane è concesso, per motivi di sicurezza, il diritto di accesso al luogo santo. Per ridurre il rischio di proteste, in diverse occasioni la frequentazione è stata interdetta ai giovani musulmani con meno di cinquant'anni.

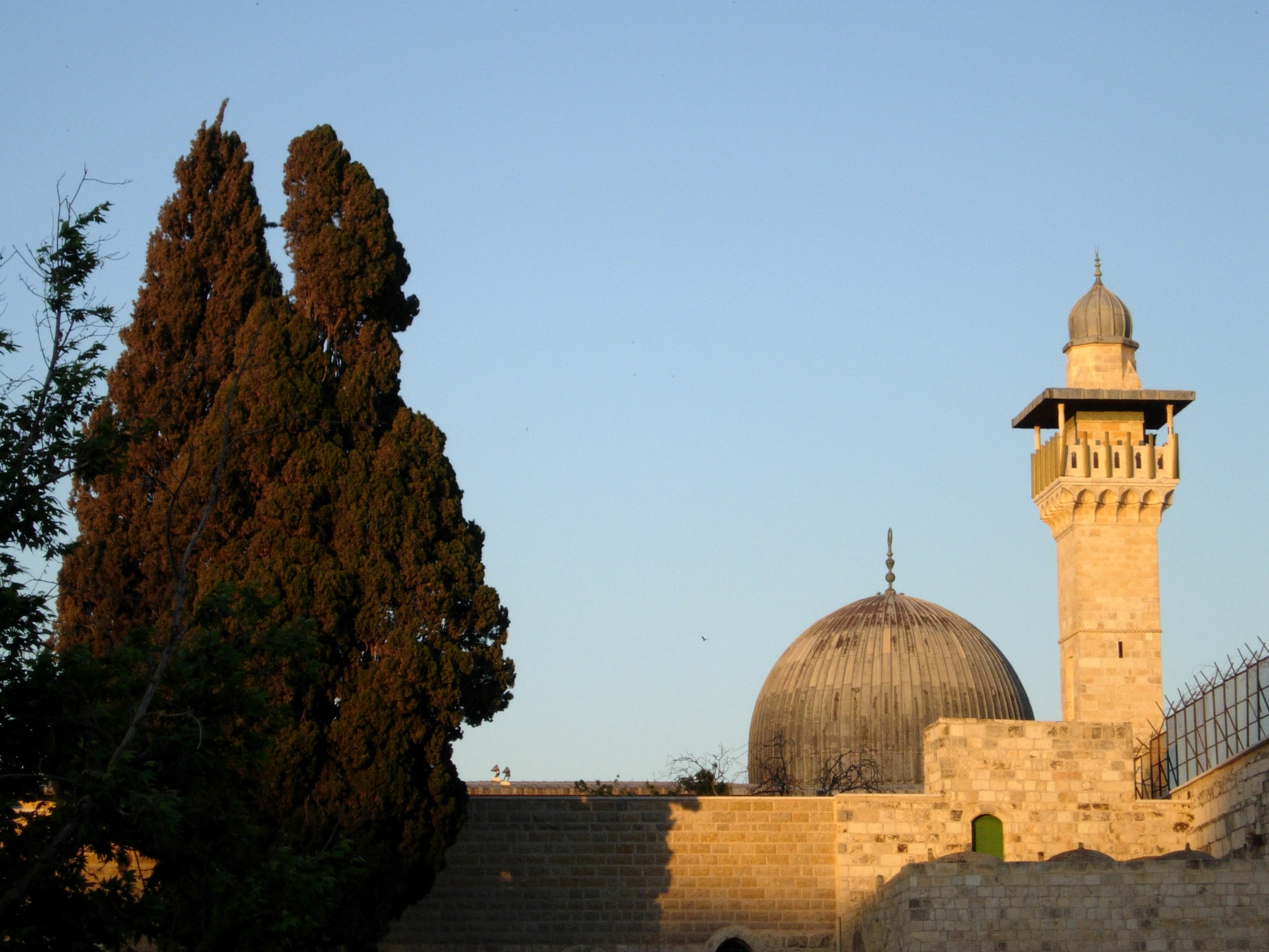
La cupola di al-Aqṣā vista dal Muro Occidentale

Poiché parte dei muri che circondano la moschea fa parte del Muro Occidentale punto di preghiera degli ebrei, questa struttura relativamente piccola diventa non di rado fonte di attrito. Un gruppo di ebrei, noto come i "Fedeli del Monte del Tempio" ha espresso il desiderio di riedificare l'antico tempio ebraico di Gerusalemme in quest'area, giungendo, nel 1990, ad attaccare la moschea, difesa però dai palestinesi musulmani. D'altra parte sono numerosi gli episodi di lanci di pietre da parte dei frequentatori della moschea verso i fedeli ebrei che pregano accostati al Muro, posto più in basso. Va anche ricordato l'attentato condotto da un cristiano evangelico australiano, Denis Michael Rohan, che incendiò il minbar della moschea il 21 agosto 1969, per poi essere internato in una struttura psichiatrica israeliana, in considerazione del suo precario stato di salute mentale.
L'8 ottobre 1990 fu il giorno di una rivolta palestinese in seguito alla posa di una pietra angolare da parte di un'associazione ebraica che si batte per la riedificazione del Tempio di Gerusalemme. Le conseguenti proteste da parte palestinese e la dura repressione dell'esercito israeliano, con armi da fuoco e gas lacrimogeni, provocarono ventitré morti e 150 feriti. L'episodio passò alla storia come il "Lunedì nero" (massacro di Al-Aqsa).
La "seconda intifada" scoppiò allorché Ariel Sharon effettuò una controversa visita (o passeggiata) nell'area sacra nel settembre del 2000, al fine di riaffermare la volontà di Israele di non cedere mai Gerusalemme. Dal nome della moschea ha preso il nome l'organizzazione terroristica della Brigata dei Martiri di al-Aqsa.
Vari archeologi israeliani hanno accusato il Waqf (fondazioni pie) di avere gettato nell'immondizia, fin dagli anni novanta, i reperti ebraici scoperti durante lavori che erano stati effettuati nell'area delle moschee sulla Spianata del Tempio. A partire da 2005 esiste un progetto archeologico israeliano, detto "Temple Mount Antiquities Salvage Operation", che si occupa di passare al setaccio le camionate di terriccio rimosse dalla Spianata del Tempio con le ruspe durante i lavori per la realizzazione di una terza moschea alla fine degli anni '90. Tra gli antichi reperti rinvenuti vi sono pesi in pietra per bilance e un sigillo ebraico risalente al Primo Tempio. Nel 2010 alcuni musulmani hanno accusato Israele di aver indebolito i muri della moschea di al-Aqṣā nel corso degli scavi archeologici che cominciarono nel 1967 e che continuano ancor oggi; facendo seguito a tali accuse di procurata instabilità, restauri sono stati avviati dalla Fondazione islamica dei Waqf.
Nel 2014 il governo israeliano ha messo in atto delle misure, tra cui la chiusura della moschea per la prima volta dal 1967, che hanno portato a tensioni tra l'autorità israeliana e palestinese. La situazione si è risolta dopo un incontro tra il re giordano ʿAbd Allāh II, il segretario di Stato americano John Kerry e il primo ministro israeliano Benjamin Netanyahu.

## Galleria d'immagini

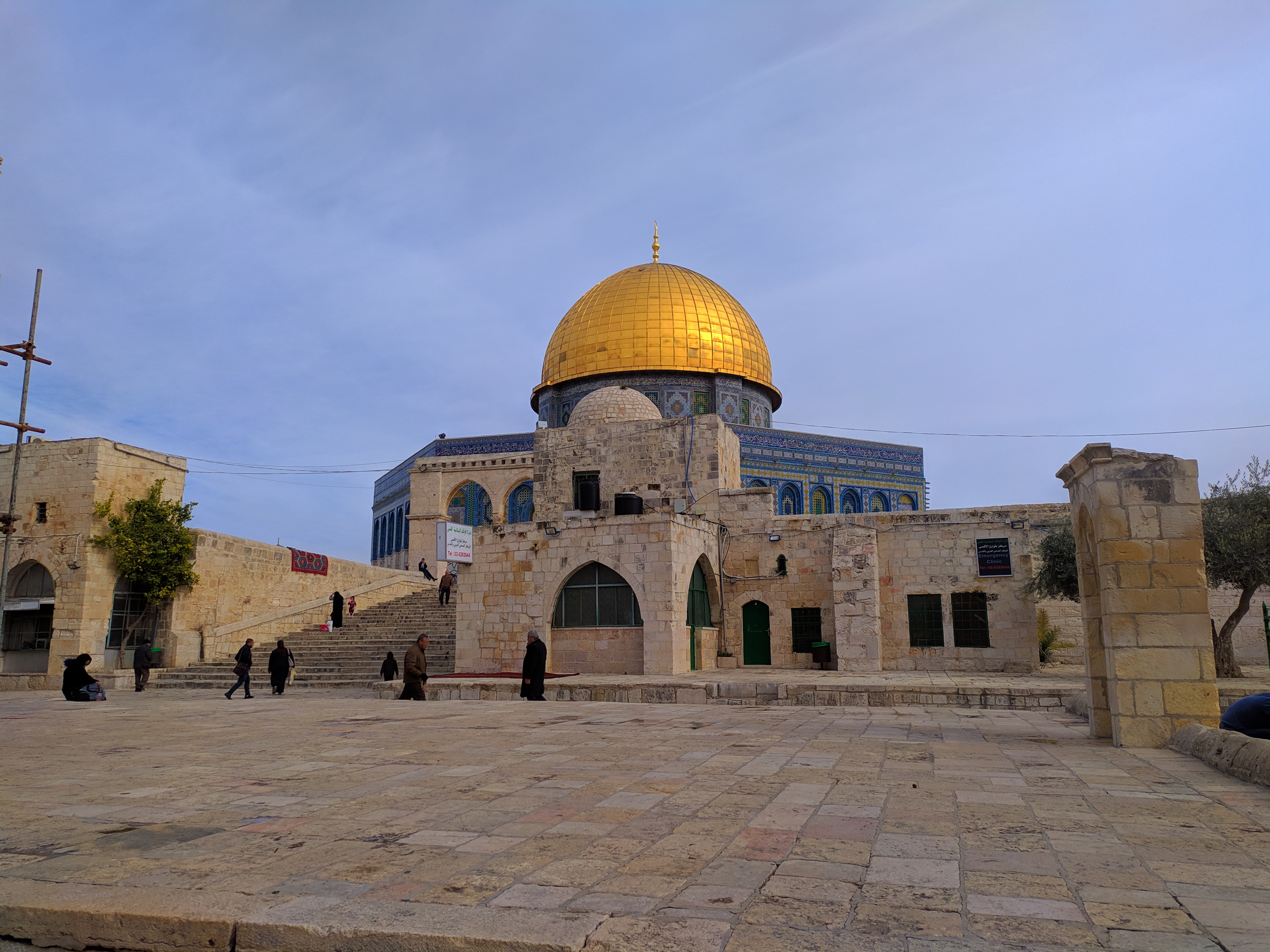
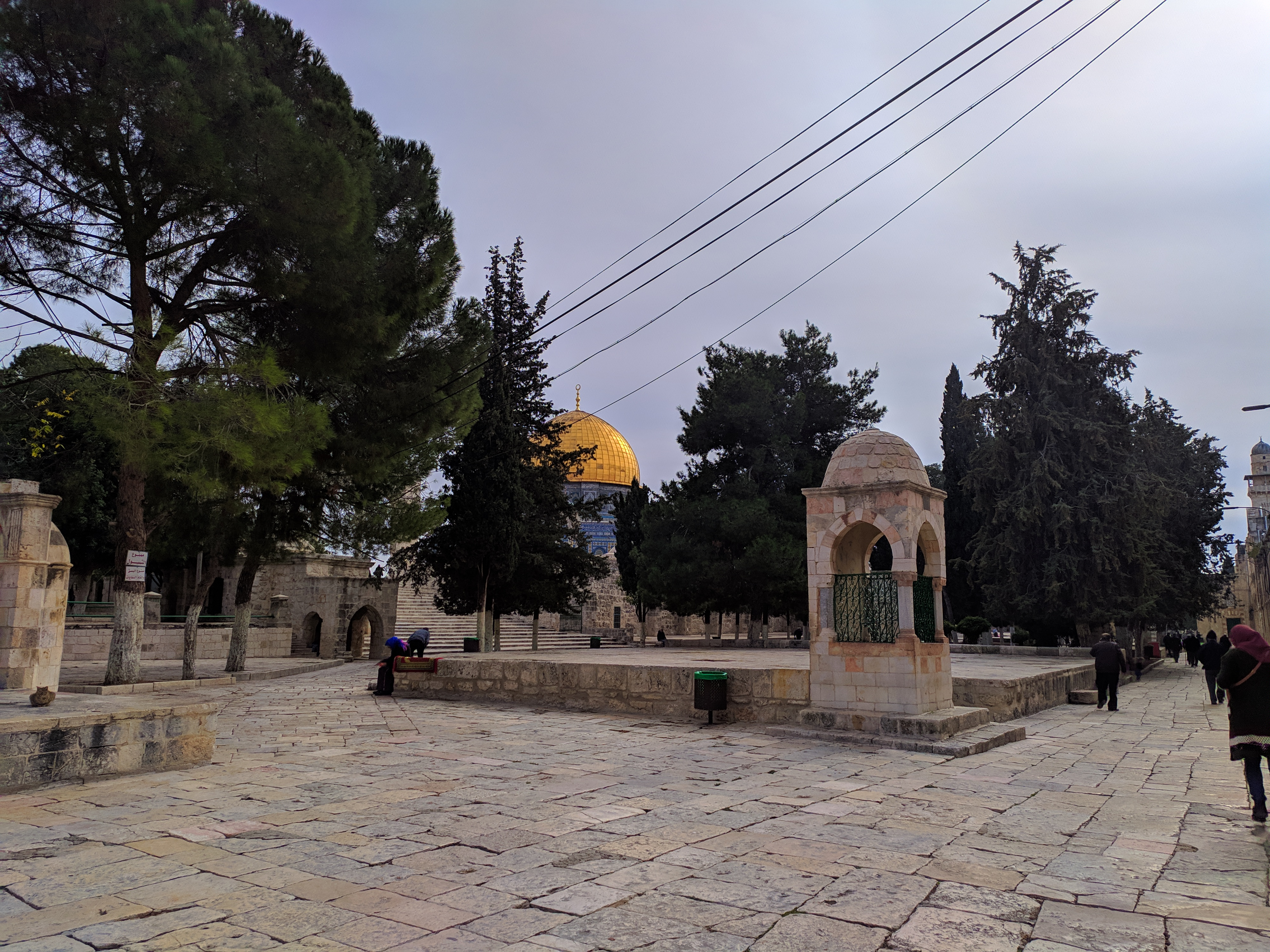
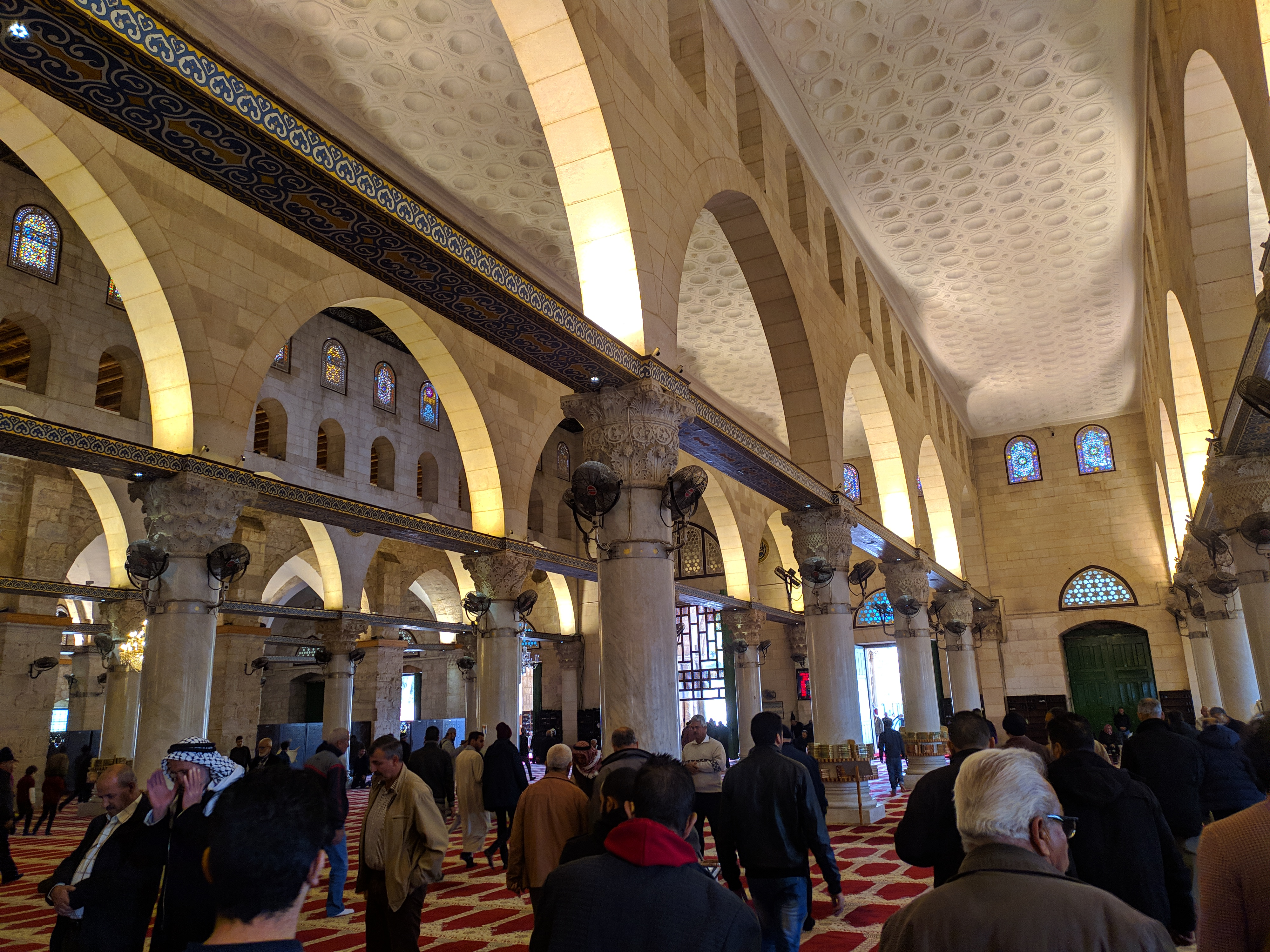
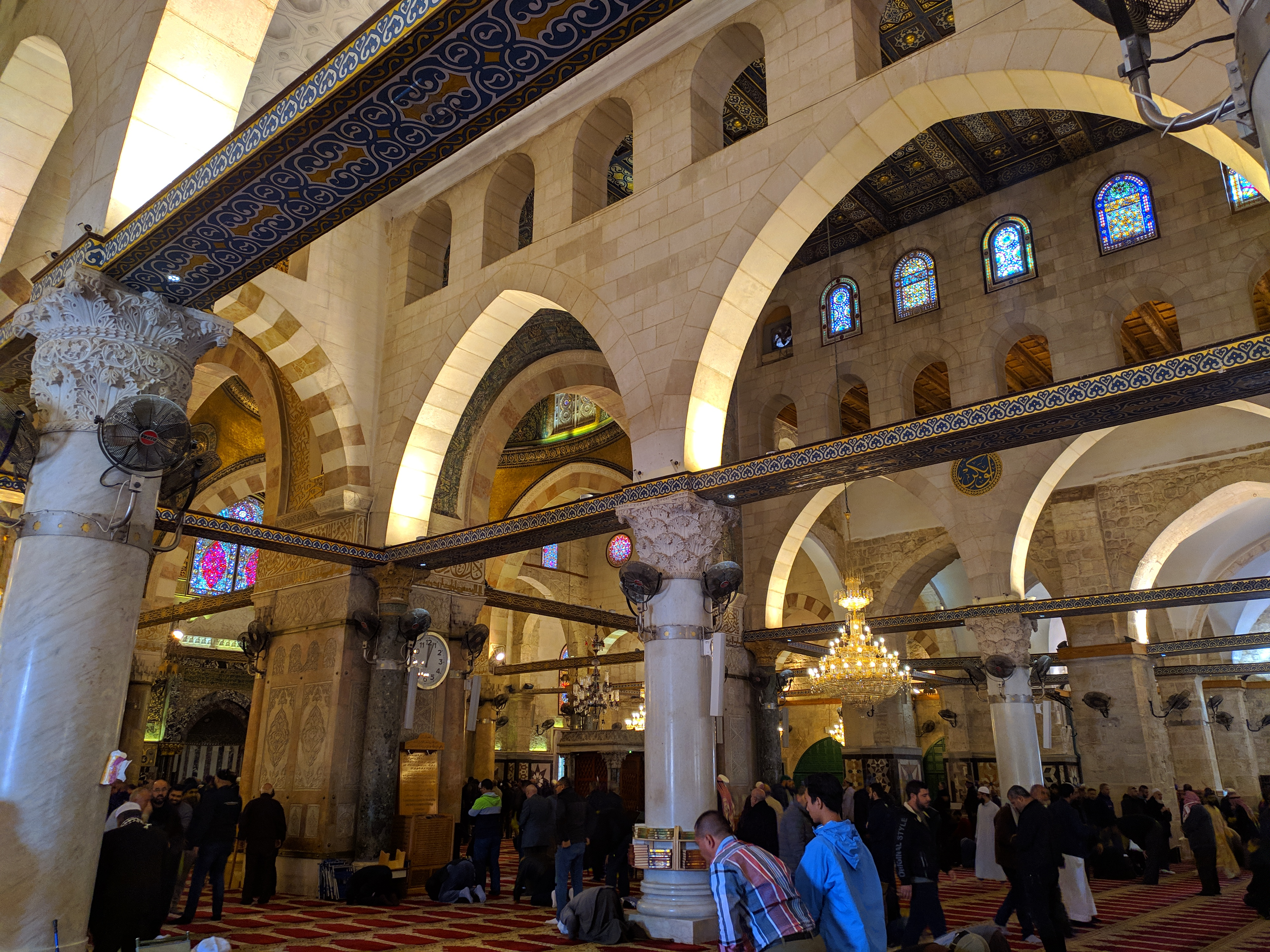
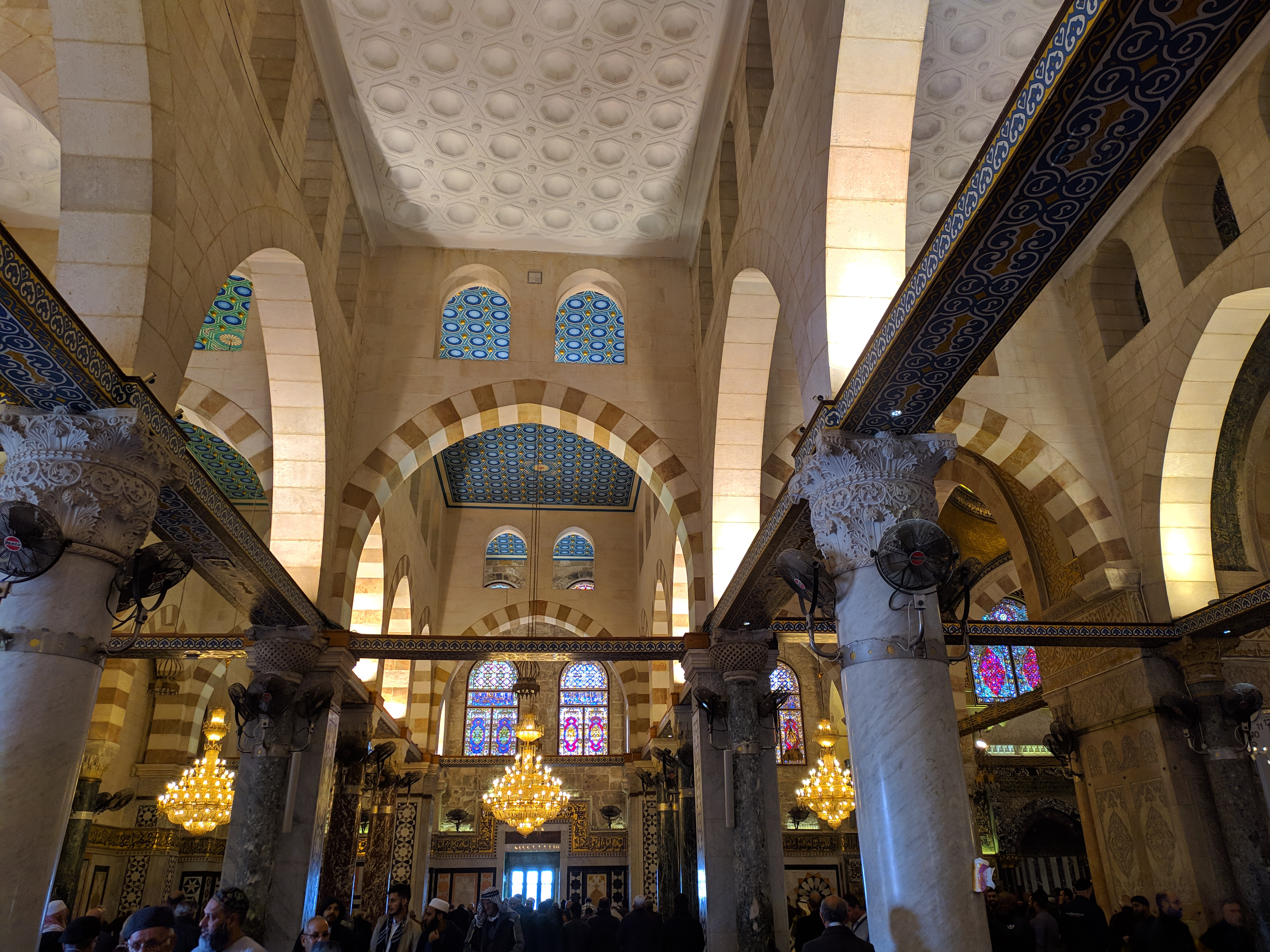
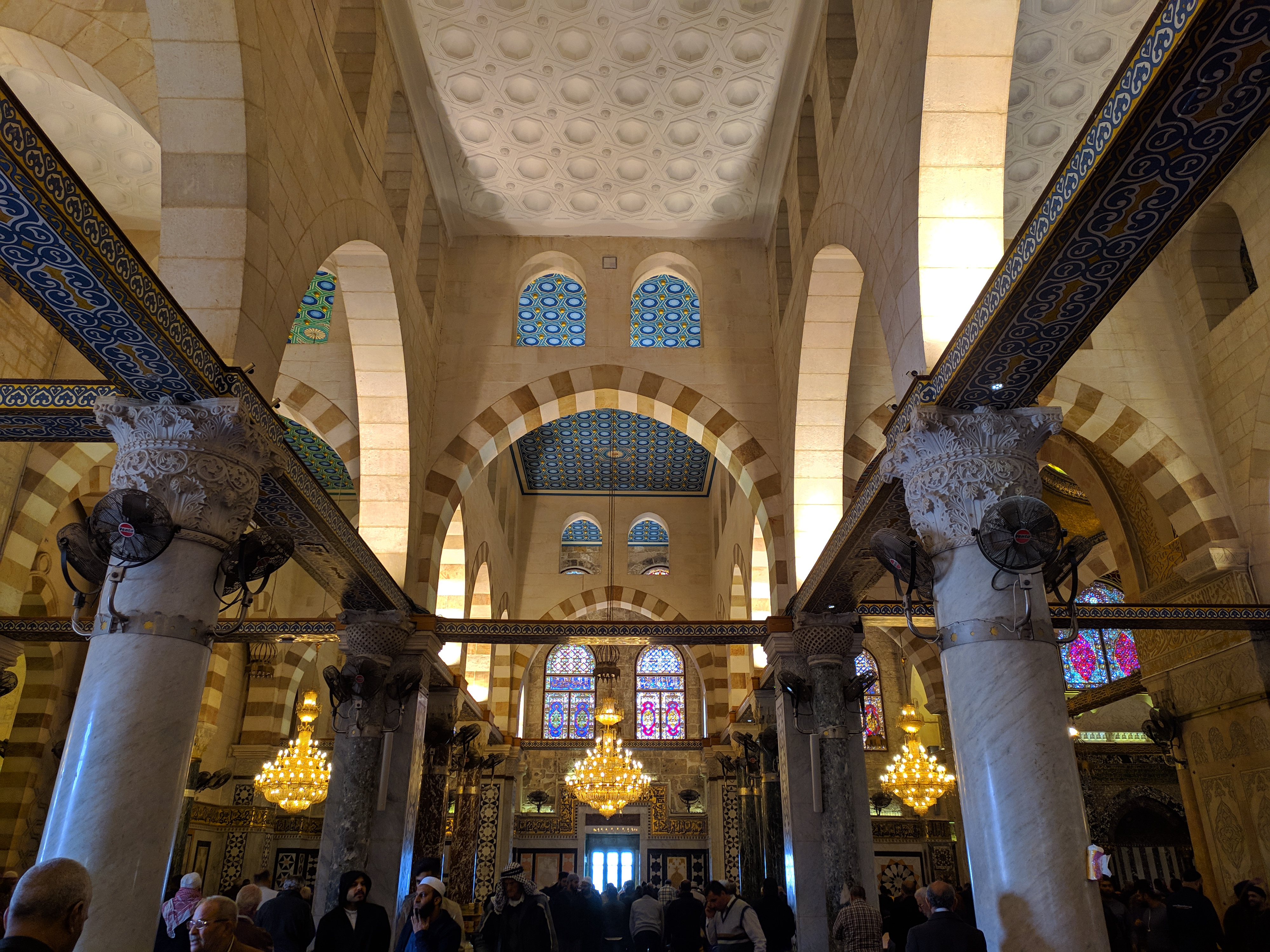
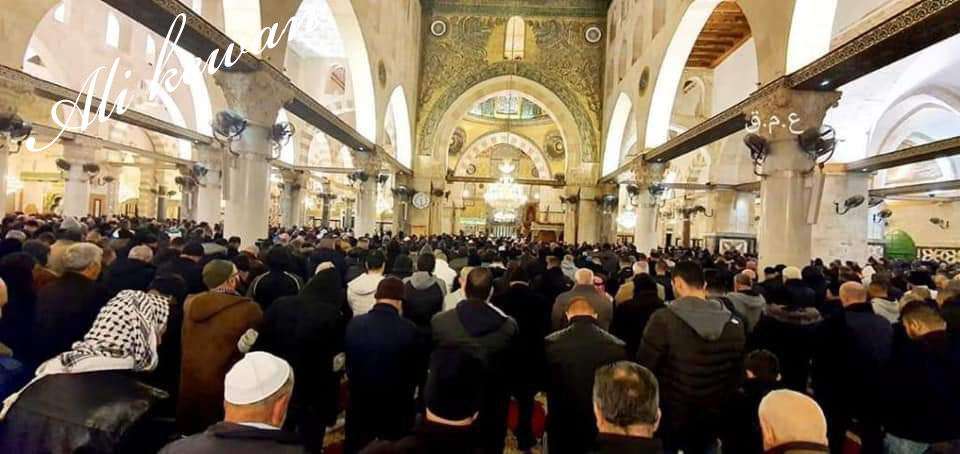
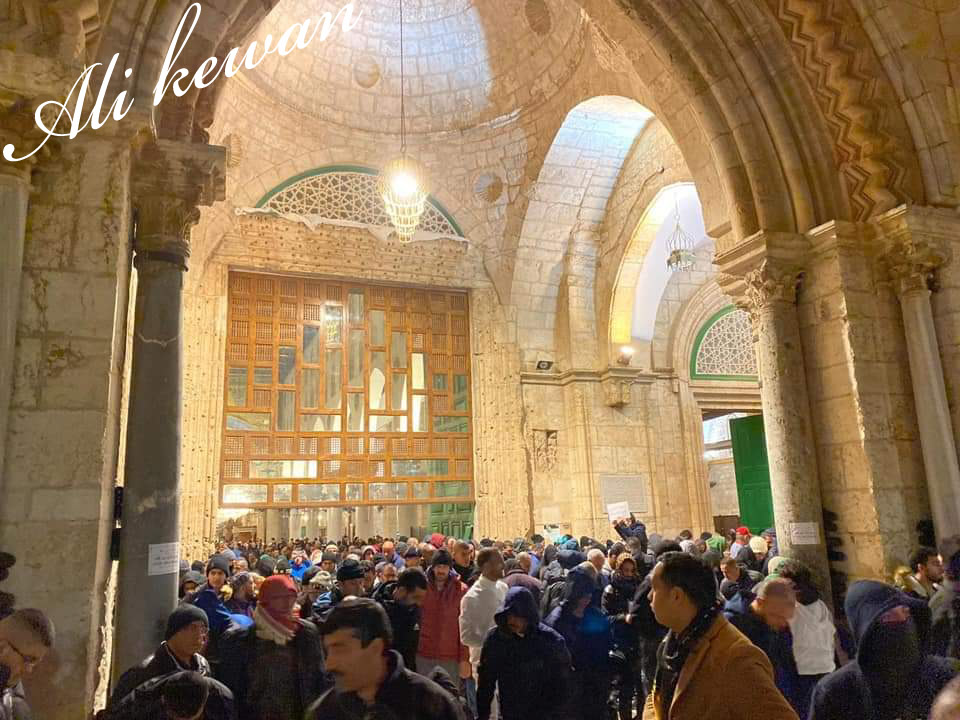
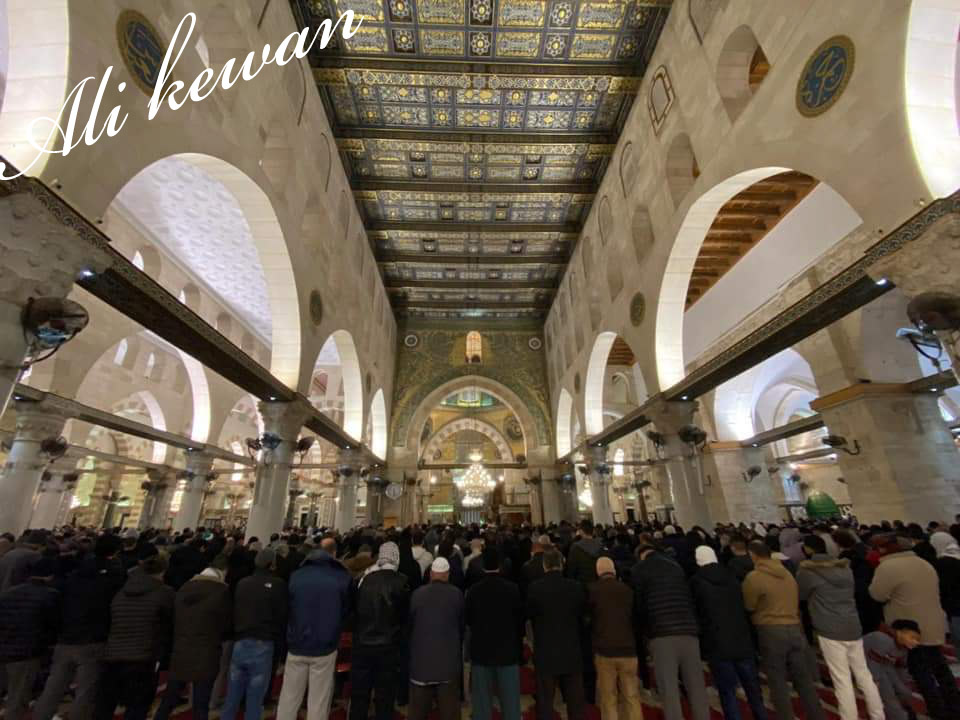
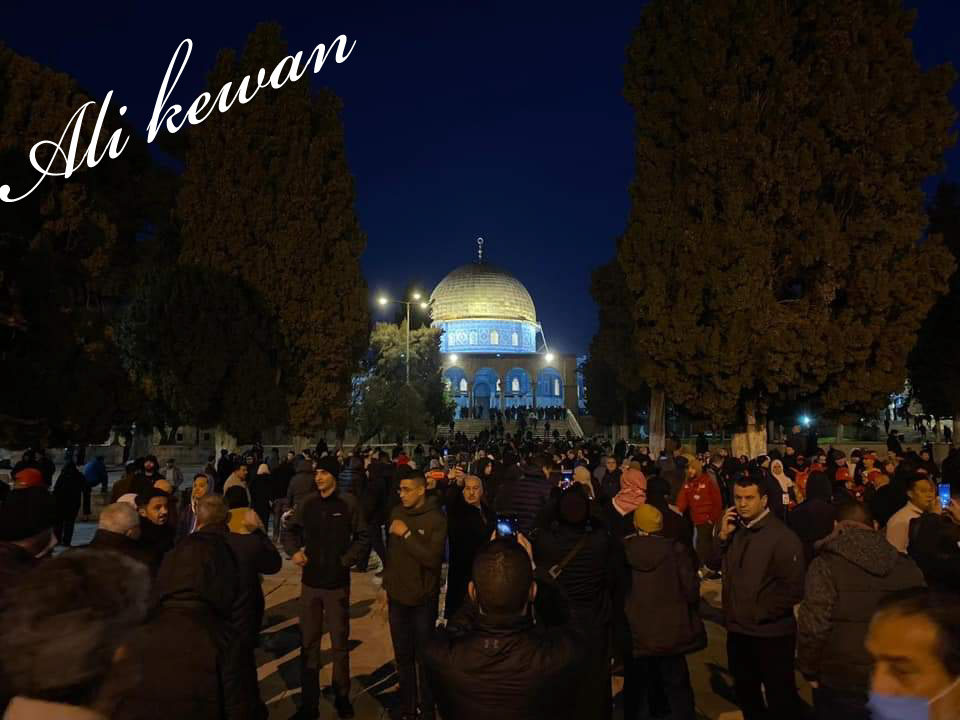